# Godfried van Calw
Godfried van Calw (overleden op 6 februari 1131) was graaf van Calw en van 1113 tot 1129 paltsgraaf aan de Rijn.

## Levensloop
Godfried was een jongere zoon van graaf Adalbert II van Calw uit diens huwelijk met Wiltrudis, dochter van hertog Godfried II van Lotharingen. In 1095 werd hij landvoogd van Hirsau en volgde hij zijn vader op als graaf van Calw, nadat die zich had teruggetrokken in een klooster. Godfried was loyaal aan keizer Hendrik IV, maar in 1105, tijdens de troonstrijd tussen Hendrik IV en diens zoon Hendrik V, werd hij een van de belangrijkste medestanders en adviseurs van die laatste. In 1111 nam hij deel aan de Eerste Italiaanse veldtocht van Hendrik V en in 1122 onderschreef hij het Concordaat van Worms, dat gesloten werd tussen Hendrik V en paus Calixtus II in een poging de Investituurstrijd op te lossen. 
Na de dood van Siegfried van Ballenstedt werd Godfried op 6 april 1113 door Hendrik V tot paltsgraaf aan de Rijn benoemd. Een jaar na zijn installatie kwam het tot conflicten met Adalbert I van Saarbrücken, aartsbisschop van Mainz, en Bruno van Lauffen, aartsbisschop van Trier. In 1116 leidde Hendrik V een tweede veldtocht in Italië en benoemde hij Godfried van Calw samen met Frederik II en Koenraad van Zwaben tot zijn plaatsvervangers in het Heilige Roomse Rijk. Van deze positie maakte Godfried gebruik om zich tegen Adalbert te keren. De dood van keizer Hendrik V in 1125 en de verkiezing van Rooms-Duits koning Lotharius III deden zijn positie verzwakken: hij moest het paltsgraafschap aan de Rijn afstaan aan Willem van Ballenstedt, de minderjarige zoon van zijn voorganger. Niettemin fungeerde Godfried tot 1129 als diens regent, waarna hij de macht moest overdragen aan Willem. Godfried van Calw stierf in 1131.

## Huwelijk en nakomelingen
Godfried was gehuwd met Lutgardis, dochter van hertog Berthold II van Zähringen. Uit hun huwelijk zijn drie kinderen bekend:
- Godfried (overleden voor 1131)
- Lutgardis, huwde met een ridder genaamd Verli
- Uta (overleden in 1196), huwde in 1131 met Welf VI, markgraaf van Toscane